# Павленко, Алексей Юрьевич
Алексей Юрьевич Павленко (род. 29 июля 1984, Москва) — российский футболист, игрок в пляжный футбол, защитник.

## Биография
Воспитанник СДЮШОР «Торпедо-ЗИЛ» Москва.
В 2003 году играл за любительский клуб «Спартак-Авто» Москва.
На протяжении 10 лет выступал за клубы второго дивизиона «Лобня-Алла» (2004—2007), «Дмитров» (2008), «Зеленоград» (2009—2010), «Подолье» Подольский район (2011—2013).
Играл за любительские клубы «Металлист» Домодедово (2013), «Салют» Долгопрудный (2014).
С 2012 года играет в пляжный футбол, выступал за клубы «Динамо» Москва (2012—2015), «Крылья Советов» Самара (2016).
С 2016 года — в составе московского «Спартака».
В 2021 вызван в сборную России по пляжному футболу